# Britta Bilač
Britta Bilač (Saalfeld/Saale, 4 december 1968) is een atleet uit Slovenië.
Hoewel in Oost-Duitsland geboren, en ook voor dat land als hoogspringer uitgekomen, kreeg Bilač in 1991 de Sloveense nationaliteit en nam ze in 1992 en 1996 voor Slovenië deel aan de Olympische Zomerspelen.
Ze huwde in november 1991 met de Sloveense verspringer Borut Bilač.
- World Athletics: 14300088